# Hendri Kurniawan Saputra
Hendri Kurniawan Saputra (ur. 12 maja 1981) – pochodzący z Indonezji badmintonista reprezentujący Singapur.
Brał udział w Igrzyskach w Pekinie, startując w grze mieszanej razem z Li Yujia – odpadli w pierwszej rundzie.